# (6004) 1988 XY1
(6004) 1988 XY1 (1988 XY1, 1979 BZ1, 1981 UG8, 1986 CL2, 1991 RU3) — астероїд головного поясу, відкритий 11 грудня 1988 року.
Тіссеранів параметр щодо Юпітера — 3,609.